# SK Energy
SK Energy — компания в Южной Корее, специализирующаяся в области нефтепереработки, является одной из корпораций SK Group. Общая площадь комплекса — 100 квадратных километров, на которых сосредоточено 40 нефтехимических производств. SK Energy имеет 26 офисов по всему миру.
Компания производит трансмиссионные и моторные масла для бензиновых и дизельных двигателей, антифризы, тормозные жидкости, смазочные материалы, индустриальные масла. Продукция сертифицирована для использования в Украине и в России.

## История
SK Energy занимается добычей и переработкой нефти с 1962 года.
В 1993 году компания получила международный сертификат ISO 9001 на все свои 65 единиц производственных мощностей от трёх основных международных институтов (NACCB, RVC и DAR).
В 2007 году SK Corporation была разделена на две организации SK Energy и SK Holdings. SK Energy занимается непосредственно нефтепереработкой, а SK Holdings занимается недвижимостью и инвестированием. В производстве смазочных материалов SK Energy использует собственные базовые масла и присадки. Ответственность за производство и продвижение смазочных материалов под торговой маркой «ZIC» частично перешла к созданной в 2009 году компании SK Lubricants.
С 2011 года SK Energy стала заниматься преимущественно нефтяным бизнесом, а производство смазочных материалов полностью перешло под контроль SK Lubricants, наладившей реализацию продукции в более чем 40 странах мира. Сегодня обе компании входят в SK Innovation — дочернюю корпорацию SK Group.
В настоящее время SK Energy выпускает широкую гамму продукции нефтехимического и химического производства, продаёт её на внутреннем рынке и экспортирует в другие страны мира. Компания также занимается исследованиями и развитием 26 нефтяных и газовых блоков в 14 странах мира.

## Текущее положение
SK Energy участвует в разработке и добыче нефти на 12 месторождениях, расположенных на Ближнем Востоке, Южно-Американском шельфе и в Азии. Ежедневная добыча сырой нефти составляет 1,15 миллиона баррелей, при этом заводами фирмы перерабатывается по 800 тысяч баррелей в день.
Компания ежегодно производит 288 млн баррелей нефтепродуктов (более 45 млн тонн, то есть 123 тысячи тон продукции в день). Ежегодное производство смазочных масел составляет 150 000 тонн.